# Pteruthius
Pteruthius is een geslacht van zangvogels uit de familie vireo's (Vireonidae). In het Nederlands heten deze soorten bril- of klauwiertimalia's.

## Verspreiding en leefgebied
De meeste soorten komen voor in tropisch Azië in montane bossen. 

## Taxonomie
Alle soorten komen voor in het Oriëntaals gebied en lang werd gedacht (zoals blijkt aan de Nederlandse namen) dat ze behoorden tot de familie van de Timalia's. Uit moleculair genetisch onderzoek bleek echter dat zij een Aziatische tak zijn van de verder vooral in de Nieuwe Wereld voorkomende vireo's. Dit houdt in dat ze totaal niet verwant zijn, want de vireo's behoren tot de superfamilie Corvoidea en de timalia's tot de Sylvioidea.
Er zijn zeven soorten.

### Soortenlijst
- Pteruthius aenobarbus  – Javaanse briltimalia
- Pteruthius aeralatus  – Blyths klauwiertimalia
- Pteruthius flaviscapis  – Javaanse klauwiertimalia
- Pteruthius intermedius  – Humes briltimalia
- Pteruthius melanotis  – Zwartoorbriltimalia
- Pteruthius rufiventer  – Zwartkopklauwiertimalia
- Pteruthius xanthochlorus  – Groene briltimalia